# Liste der Bodendenkmäler in Aicha vorm Wald
Auf dieser Seite sind die Bodendenkmäler in der niederbayerischen Gemeinde Aicha vorm Wald zusammengestellt. Diese Tabelle ist eine Teilliste der Liste der Bodendenkmäler in Bayern. Grundlage ist die Bayerische Denkmalliste, die auf Basis des Bayerischen Denkmalschutzgesetzes vom 1. Oktober 1973 erstmals erstellt wurde und seither durch das Bayerische Landesamt für Denkmalpflege geführt wird. Die folgenden Angaben ersetzen nicht die rechtsverbindliche Auskunft der Denkmalschutzbehörde.

## Bodendenkmäler der Gemeinde

### Bodendenkmäler in der Gemarkung Aicha vorm Wald
| Lage                                          | Objekt | Akten-Nr.     | Bild                                                      |
| --------------------------------------------- | --- | ------------- | --------------------------------------------------------- |
| Aicha vorm Wald Am Schloß 1 (Standort)        | Schloss Aicha vorm Wald Untertägige mittelalterliche und frühneuzeitliche Befunde und Funde im Bereich der ehemalige Burg und des späteren Hofmarksschlosses von Aicha vorm Wald.                                                                                   | D-2-7345-0001 | weitere Bilder                                            |
| Aicha vorm Wald (Standort)                    | Siedlung und Grabenwerk vor- und frühgeschichtlicher Zeitstellung. | D-2-7345-0041 |                                                           |
| Aicha vorm Wald Am Kirchplatz 2 (Standort)    | St. Petrus und Paulus (Aicha vorm Wald) Untertägige mittelalterliche und frühneuzeitliche Befunde und Funde im Bereich der Katholischen Pfarrkirche St. Peter und Paul in Aicha vorm Wald, darunter die Spuren von Vorgängerbauten bzw. älteren Bauphasen.          | D-2-7345-0152 | Untertägige mittelalterliche und frühneuzeitliche Befunde |
| Aicha vorm Wald Dreiburgenstraße 6 (Standort) | Pfarrhof (Aicha vorm Wald) Untertägige mittelalterliche und frühneuzeitliche Befunde und Funde im Bereich der Einöde Pfarrhof, dem ehemaligen Adelssitz „Pühel“ und dem alten Pfarrhof von Aicha vorm Wald mit frühneuzeitlicher Kapelle und deren Vorgängerbauten. | D-2-7345-0153 |                                                           |
| Aicha vorm Wald (Standort)                    | Untertägige mittelalterliche und frühneuzeitliche Siedlungsteile im Bereich des ehemaligen Adelssitzes und der heutigen Einöde Hopsing. | D-2-7345-0157 |                                                           |
| Aicha vorm Wald (Standort)                    | Siedlung des Spätneolithikums. | D-2-7346-0003 |                                                           |